# Lewiston (Maine)
Lewiston és una població dels Estats Units a l'estat de Maine (EUA). Segons el cens del 2000 tenia 38.000 habitants.

## Demografia
Segons el cens del 2000, Lewiston tenia 35.690 habitants, 15.290 habitatges, i 8.654 famílies. La densitat de població era de 404,2 habitants/km².
Dels 15.290 habitatges en un 25,4% hi vivien nens de menys de 18 anys, en un 40,9% hi vivien parelles casades, en un 11,8% dones solteres, i en un 43,4% no eren unitats familiars. En el 35,9% dels habitatges hi vivien persones soles el 13,7% de les quals corresponia a persones de 65 anys o més que vivien soles. El nombre mitjà de persones vivint en cada habitatge era de 2,17 i el nombre mitjà de persones que vivien en cada família era de 2,81.
Per edats la població es repartia de la següent manera: un 20,7% tenia menys de 18 anys, un 12,6% entre 18 i 24, un 26,9% entre 25 i 44, un 22% de 45 a 60 i un 17,8% 65 anys o més.
L'edat mediana era de 38 anys. Per cada 100 dones de 18 o més anys hi havia 87,8 homes.
La renda mediana per habitatge era de 29.191 $ i la renda mediana per família de 40.061 $. Els homes tenien una renda mediana de 30.095 $ mentre que les dones 21.810 $. La renda per capita de la població era de 17.905 $. Entorn del 10% de les famílies i el 15,5% de la població estaven per davall del llindar de pobresa.

## Poblacions més properes
El següent diagrama mostra les poblacions més properes.